# Proteuxoa spodias
Proteuxoa spodias là một loài bướm đêm thuộc họ Noctuidae. Nó được tìm thấy ở Lãnh thổ Thủ đô Úc, Tasmania và Victoria.